# Acroesquí
L'acroesquí o esquí acrobàtic és una forma d'esquí present als Jocs Olímpics d'Hivern. Es tracta d'una modalitat de competició d'esquí artístic i acrobàtic que consisteix en un descens per una pista o parc al llarg de la qual cal fer una sèrie de passes, cabrioles i piruetes acompanyats d'altres moviments acrobàtics harmonitzats amb música.